# رونالد ديفيدسون
رونالد ديفيدسون (بالإنجليزية: Ronald Davidson)‏ هو كاتب سيناريو أمريكي، ولد في 13 يوليو 1899، وتوفي في 28 يوليو 1965.

## وصلات خارجية
- رونالد ديفيدسون على موقع IMDb (الإنجليزية)
- رونالد ديفيدسون على موقع أول موفي (الإنجليزية)
- رونالد ديفيدسون على موقع قاعدة بيانات الفيلم (الإنجليزية)
- رونالد ديفيدسون على موقع كينوبويسك (الروسية)
- رونالد ديفيدسون على موقع كينوبويسك (الروسية)